# Tephritis divisa
Tephritis divisa
 es una especie de insecto díptero que Camillo Rondani describió científicamente por primera vez en el año 1871.
Esta especie pertenece al género Tephritis de la familia Tephritidae.